# Kamienica przy ulicy Warszawskiej 6 w Katowicach
Kamienica przy ulicy Warszawskiej 6 w Katowicach – zabytkowa kamienica handlowo-usługowa, położona przy ulicy Warszawskiej 6 w Katowicach-Śródmieściu. Wybudowano ją w 1897 roku w stylu neobarokowym według projektu Ludwiga Goldsteina i obecnie stanowi ona siedzibę szeregu instytucji i placówek usługowych.

## Historia
Kamienica została oddana do użytku w 1897 roku, a zaprojektował ją Ludwig Goldstein. Wybudowano ją w miejscu willi pochodzącej z lat 70. XIX wieku. Pierwotnie była ona kamienicą mieszkalną, a jej pierwszymi właścicielami byli kolejno: Johannes Still, Ludwig Goldstein, Anna Kher i Simon Loebinger.
W 1935 roku właścicielem budynku przy ówczesnej ulicy Marszałka Józefa Piłsudskiego 6 był Schalsza. W kamienicy tej prócz mieszkań znajdowały się wówczas następujące placówki: salon mód Wernera i Rosy Schwarzów, skład Auto-Centrala, skład delikatesów Emila Misery i restauracja Prazdrój Pilzneński.
Dnia 23 października 1989 roku budynek wpisano do rejestru zabytków. W 2000 roku w kamienicy działała m.in. Apteka „Pod Orłem”. Została ona założona w 1875 roku, a jej właścicielką była przed 1939 rokiem była M. Solińska.
W 2011 roku w połączeniu z sąsiednią kamienicą przy ulicy Teatralnej 9 przeprowadzono termomodernizację budynku. Koszt prac wyniósł wówczas około 1,5 milionów złotych.
Na początku 2022 w systemie REGON było czynnych 18 aktywnych podmiotów gospodarczych z siedzibą przy ulicy Warszawskiej 6. Działały tu w tym czasie m.in. następujące placówki: apteka, sklep odzieżowy, biuro nieruchomości, ośrodek szkoleniowy i kancelaria adwokacka. Swoje biura w tym czasie miały także m.in. następujące stowarzyszenia i instytucje: Śląski Związek Pszczelarzy w Katowicach, Fundacja Rozwoju Społeczeństwa Przedsiębiorczego, Oddział Międzyuczelniany Polskiego Towarzystwa Turystyczno-Krajoznawcze w Katowicach i działające przy nim Studenckie Koło Przewodników Beskidzkich, Punkt Informacyjno-Kontaktowy Wspólnoty Anonimowych Alkoholików w Polsce, Regionalne Stowarzyszenie Zarządców i Administratorów Nieruchomości RONDO w Katowicach, Biuro Zarządu Okręgowego Prawa i Sprawiedliwości w Katowicach oraz Zarząd Powiatowy Polskiego Stronnictwa Ludowego w Katowicach.

## Charakterystyka

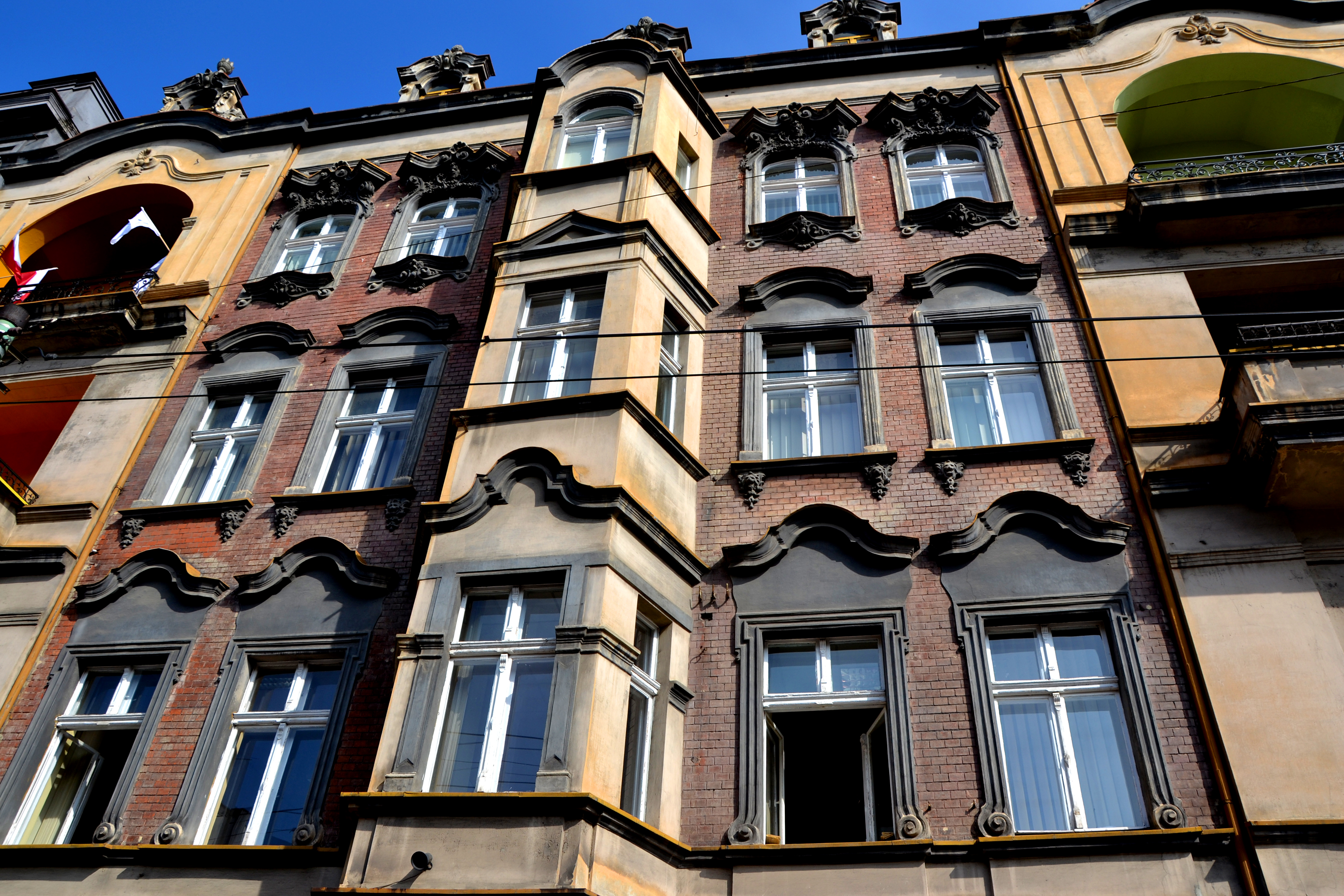
Fragment fasady zabytkowej kamienicy na wysokości środkowej osi

Zabytkowa kamienica handlowo-usługowa położona jest przy ulicy Warszawskiej 6 w katowickiej dzielnicy Śródmieście. Budynek powstał w stylu neobarokowym (bądź w stylu eklektycznym z elementami neobaroku). Została ona zaprojektowana na planie litery „U”. Bryła budynku jest zwarta, kryta dachem dwuspadowym z mansardami. Posiada ona cztery kondygnacje nadziemne, poddasze oraz podpiwniczenie. Łączna powierzchnia użytkowa kamienicy wraz z sąsiednim budynkiem przy ulicy Teatralnej 9 wynosi 1885,94 m², zaś łączna powierzchnia zabudowy 1139 m².
Fasada kamienicy jest siedmioosiowa, symetryczna, licowana czerwoną cegłą, zaś osie skrajne i znajdujący się w środkowej osi wykusz tynkowane. Na obydwu, nieznacznie zryzalitowanych skrajnych osiach fasady budynku znajdują się charakterystyczne loggia balkonowe. Detale architektoniczne kamienicy są ograniczone do postaci łukowych naczółków nad oknami, a na ostatniej kondygnacji ozdobione są dodatkowo dekoracjami z motywami ludzkimi i roślinnymi.
Parter z biegiem czasu został przebudowany i obłożony płytami kamiennymi. Wejście do budynku znajdują się w środkowej osi kamienicy. Sień kamienicy została nakryta sklepieniem krzyżowym. Schody na klatce schodowej są dwubiegowe, żeliwne z drewnianymi spocznikami.
Kamienica jest wpisana do rejestru zabytków pod numerem A/1391/89 – granice ochrony obejmują cały budynek. Budynek wpisany jest także do gminnej ewidencji zabytków miasta Katowice.